# Formica foreliana
Formica foreliana é uma espécie de formiga do gênero Formica, pertencente à subfamília Formicinae.